# Sistemul Național Unic pentru Apeluri de Urgență (România)
Serviciul de urgență 112 (numele complet Sistemul Național Unic pentru Apeluri de Urgență - SNUAU) este un serviciu telefonic din România, operat de Serviciul de Telecomunicații Speciale. Sistemul Național Unic pentru Apeluri de Urgență reprezintă o componentă importantă a obligațiilor serviciilor cu caracter universal, fiind prevăzut și în una din Directivele semnificative pentru politicile sectorului de telecomunicații din acquis-ul Uniunii Europeane.

## Mod de funcționare
Numărul unic pentru apeluri de urgență 112 se apelează atunci când este necesară intervenția agențiilor specializate de intervenție, pentru asigurarea asistenței imediate în situații în care este periclitată viața, integritatea ori sănătatea cetățeanului, ordinea publică, proprietatea publică sau privată ori mediul.
Sistemul asigură cooperarea între agențiile specializate de intervenție ale Poliție, Serviciul de ambulanță, Serviciile mobile de urgență, reanimare și descarcerare (SMURD), serviciilor publice profesioniste și voluntare pentru situații de urgență, Jandarmerie sau Salvamont și alte structuri stabilite prin hotărâre a Guvernului, care au obligația de a asigura intervenția la urgențe..
Platforma Serviciului 112 poate primi simultan 1.200 de apeluri, din care 100 pot fi preluate instantaneu.  Personalul Centrelor de preluare a apelurilor de urgență 112 este compus din personal specializat care răspunde la apelurile de urgență 24 din 24 de ore. Ei sunt instruiți pentru a asista apelanții în cazuri de urgență și a-i ajuta în cel mai scurt timp posibil.
Legislație
Potrivit Directivei 98/10/EC (prevederi pentru rețele telefonice deschise și serviciul universal în telecomunicații), 112 este numărul unic pentru apeluri de urgentă pentru toate statele Uniunii Europene, la care se răspunde în mai multe limbi de circulație internațională, apelabil gratuit de la terminalele conectate în rețelele de telefonie fixă, mobilă sau alte sisteme. Legislația UE în materie de telecomunicații impune statelor membre să se asigure că serviciile de urgență sunt accesibile gratuit, prin formarea numărului de urgență unic european 112. Statele membre ale UE trebuie să garanteze de asemenea, disponibilitatea identificării locației apelantului care folosește un telefon fix sau mobil, când sună la numărul 112.
În cadrul Directivei 22EC/07.03.2002 a Consiliului și Parlamentului Europei (Universal Service Directive) problematica implementării 112 este abordată în mai multe articole (art, 6, 26 și Anexa 1).

## Istoric
A fost lansat la nivel național în anul 2005 în urma unei investiții de 40 de milioane de euro și a avut ca furnizor principal compania suedeză Ericsson, care a livrat aplicația software și echipamentul necesar conectării centrelor de preluare a apelurilor și agențiile dispecer. 
În anul 2007, serviciul a înregistrat un total de 36 de milioane de apeluri, dintre care 33 de milioane s-au dovedit a fi false, abuzive, de informare sau accidentale. 
Numărul apelurilor s-a ridicat în anul 2009 la 23,91 milioane, din care un numar de 5,757 milioane au fost cazuri de urgență.
La nivelul anului 2010, acest serviciu avea peste 700 de angajați, din care circa 600 erau operatori. În același an s-au înregistrat 2.792.742 de cazuri cu caracter de urgență medicală.